# Bart Bonikowski
Bart Bonikowski es un sociólogo estadounidense. Antes de incorporarse a la facultad de la Universidad de Nueva York (NYU), fue profesor asociado de sociología en la Universidad de Harvard.

## Biografía

### Primeros años
Obtuvo su licenciatura en sociología de la Queen's University y su primera maestría de la Universidad Duke en 2005. Mientras estuvo en Queens, se desempeñó como vicepresidente de operaciones de la Sociedad Alma Mater. Después de Duke, se matriculó en la Universidad de Princeton para realizar su segunda maestría y un doctorado. Su tesis, publicada en 2011, se tituló Hacia una teoría del nacionalismo popular: representaciones compartidas del Estado-nación en las democracias modernas.

### Carrera
Al obtener su doctorado, se unió al Centro Weatherhead para Asuntos Internacionales de la Universidad de Harvard como profesor asociado. En 2016, Bonikowski y el sociólogo Paul DiMaggio publicaron un artículo en American Socioological Review titulado "Variedades del nacionalismo popular estadounidense". Su investigación encontró evidencia que respaldaba que había al menos cuatro tipos de nacionalistas estadounidenses; (1) los desconectados, (2) los nacionalistas cívicos o de credo, (3) los nacionalistas ardientes y (4) los nacionalistas restrictivos.
En 2020, anunció que dejaría Harvard para aceptar un puesto de profesor asociado en la Universidad de Nueva York (NYU).